# Marika Pečená
Marika Pečená (* 1973, Praha) je česká lékařka, sbormistryně a organizátorka hudebního života.

## Profil
Narodila se v Praze. Vystudovala medicínu na 2. lékařské fakultě Univerzity Karlovy. Specializuje se na lékový výzkum, v letech 2014 až 2021 profesně působila ve společnosti Quinta-Analytica. Od roku 2021 působí jako lékařka na lůžkovém oddělení Gerontologického centra v Praze 8.
Soukromě studovala hru na klavír u Marie Magdaleny Horňanové a sborové dirigování u Čestmíra Staška a Marka Štryncla. V letech 1996–1998 působila jako druhý sbormistr v souboru Bach-Collegium Praha. V roce 1999 založila sbor Collegium 419, specializovaný na historicky poučenou interpretaci staré hudby, včetně děl méně známých a novodobých premiér. V Collegiu 419 působila jako umělecká vedoucí až do roku 2007. V roce 2023 založila soubor Collegium pro duchovní hudbu Brandýs nad Labem.
Od roku 2003 je členkou výboru Společnosti pro duchovní hudbu. Pro Společnost pro duchovní hudbu vede organizaci některých ročníků mezinárodní letní školy duchovní hudby Convivium (2004–2005, 2011, 2014) v Želivském klášteře. Věnuje se vyhledávání a spartaci historických notových materiálů.
V letech 2010 až 2016 působila jako umělecká ředitelka festivalu Musica Figurata v Želivě.